# Altars of Grief
Altars of Grief war eine von 2013 bis 2019 aktive Death- und Funeral-Doom-Band.

## Geschichte
Damian Smith und Evan Paulson gründeten Altars of Grief 2013 in Regina. Beide waren zuvor in lokalen Death-Metal-Bands aktiv. Smith entschied aufgrund von Spannungen in seiner damaligen Band ein am Funeral-Doom orientiertes Soloprojekt zu initiieren stieß in dieser Phase jedoch auf eine Demoaufnahme die Paulson zeitnah via YouTube veröffentlichte und eine ähnliche Richtung einschlug. Beide beschlossen eine Kooperation und gründeten gemeinsam mit Donny Pinay und Zack Bellina Altars of Grief. Nach einem Jahr veröffentlichte die Band mit der Single Only Our Scars und dem Album This Shameful Burden erste Aufnahmen als Musikdownload und trat in Kanada zur Unterstützung der Vermarktung auf. Das Album wurde als „absolutes Pflichtprogramm“ gelobt und als Hinweis darauf, dass Altars of Grief „gemeinsam mit Norilsk und Sundecay“ eine der aufstrebenden Bands einer jungen kanadischer Doom-Metal-Szene seien.
Nach einer wenig beachteten Split-EP mit Nachtterror aus dem Jahr 2015, die sich konzeptionell der Spielreihe Silent Hill widmete und von Mike Liassides für Doom-Metal.com als lohnend empfohlen wurde, sowie personellen Veränderungen veröffentlichte die Band 2018 das Album Iris über Hypnotic Dirge Records. Nach der Veröffentlichung und einigen weiteren Auftritten stellte die Band ihre aktive Phase ein, benannte jedoch eine Reaktivierung als zukünftig mögliche Option. Iris erlangte eine umfangreiche internationale Rezeption, die mehrheitlich positiv ausfiel. Mit 6.5 von zehn möglichen Punkten urteilte Daniel Müller für Crossfire Metal durchschnittlich, beschrieb das Album derweil als „eher anspruchsvolle Musik für Fans von Opeth, Katatonia, Negura Bunget oder Anathema“ die „als Gesamtwerk“ funktioniere, jedoch „schwer zu erfassen“ sei. In anderen Rezensionen wurde Iris hoch bewertet. Das Album würde „mit jedem hören besser“ und sei „Wunderbar“, ein „Meisterwerk“, ein „modernen Klassiker des Doom“, ein „Triumph auf ganzer Linie“ und eine „großartige Arbeit“ die „Tiefen aus Schönheit und Leid“ auslote und es „verdient gehört zu werden“.

## Stil
Der von Altars of Grief gespielte Musikstil variiert Elemente des Gothic Metal, Funeral Doom und Death Doom in Kombination mit progressiven Sludge- und Post-Metal-Einflüssen. Insbesondere das das Frühwerk von Anathema, My Dying Bride und besonders  Woods of Ypres werden als einordnende Vergleichsgrößen bemüht.
Die Stücke der Band seien lang genug um dem Gitarrenspiel zu ermöglichen „eine dichte und finstere Atmosphäre zu erschaffen“. Die Instrumentierung hebe sich allerdings vom Stereotyp des Funeral Doom dadurch ab, dass darauf verzichtet würde, „Riffs in monotoner Endlosschleife zu wiederholen oder ausufernde ambientartige Interludes“ zu verwenden. Das tief gestimmte Gitarrenspiel erweise sich als abwechslungsreich und verbinde sich „mit dem hämmernden Schlagwerk zu ebenso kraftvollen, wie dynamischen Strukturen […] in denen durchaus Keyboards erklingen, die sich jedoch nur zurückhaltend einbringen und nie als dominantes Element eingesetzt werden.“ Zentral stünde hingegen der Gesang, welcher „sich der jeweils vorherrschenden Stimmung [anpasse] und sich sowohl brüllend, keifend oder klar und zerbrechlich in die klagenden Kompositionen“ einfüge.

## Diskografie
- 2014: Only Our Scars (Single, Selbstverlag)
- 2014: This Shameful Burden (Album, Selbstverlag, 2018: Hypnotic Dirge Records)
- 2015: Of Ash and Dying Light (Split-EP mit Nachtterror, Hypnotic Dirge Records)
- 2018: Iris (Album, Hypnotic Dirge Records)